# Fabas (Tarn-et-Garonne)
Fabas is een gemeente in het Franse departement Tarn-et-Garonne (regio Occitanie) en telt 398 inwoners (2004). De plaats maakt deel uit van het arrondissement Montauban.

## Geografie
De oppervlakte van Fabas bedraagt 6,3 km², de bevolkingsdichtheid is 63,2 inwoners per km².
De onderstaande kaart toont de ligging van Fabas (Tarn-et-Garonne) met de belangrijkste infrastructuur en aangrenzende gemeenten.

## Demografie
Onderstaande figuur toont het verloop van het inwonertal (bron: INSEE-tellingen).